# Sistema de gestão de segurança
Um sistema de gestão de segurança do trabalho (SGST) é um sistema de gestão projetado para gerenciar riscos de segurança e saúde do trabalho no local de trabalho. Se o sistema contiver elementos de gestão de impactos de saúde de longo prazo e doenças do trabalho, ele pode ser chamado de sistema de gestão de segurança e saúde do trabalho (SGSST) ou sistema de gestão de saúde e segurança do trabalho (SGSST).

## Objetivo do sistema de gestão de segurança do trabalho
Existem 3 imperativos para a adoção de um SGST em um negócio - eles são ética, legislação e finanças
Há uma obrigação moral colocada em um empregador para garantir que as atividades de trabalho e o local de trabalho sejam seguros, existem requisitos legais que definem em cada jurisdição como esta segurança precisa ser alcançada, e existe um corpo de pesquisa que mostra que gestão de segurança efetiva (que é a redução de riscos no local de trabalho) pode reduzir a exposição financeira (risco) de uma organização, reduzindo direta ou indiretamente, os custos associados à incidentes ou acidentes.
Para endereçar estes 3 importantes elementos, um SGST efetivo deveria:
- Definir como a organização é preparada para gerenciar risco
- Identificar as possíveis vulnerabilidades
- Planejar ações para amenizar ou eliminar as vulnerabilidades identificadas
- Implementar uma comunicação efetiva em todos os níveis da organização
- Implementar um processo para identificar e corrigir todas as não-conformidades
- Implementar um processo de melhoria contínua

## Descrição do SGST
O SGST é um sistema de gestão utilizado para gerenciar todos os aspectos de segurança de uma organização, fornecendo uma maneira sistemática de se identificar os perigos e controlar os riscos, e mantendo a garantia de que esses controles de risco sejam efetivos. O SGST tem sido definido como: 
 ... uma abordagem organizacional para a segurança. É um processo sistemático, explícito e abrangente de gestão de riscos ocupacionais. Assim como todos os sistemas de gestão, um sistema de gestão de segurança do trabalho provê a fixação de metas, o planejamento e a medição do desempenho. Um sistema de gestão de segurança do trabalho é tecido nas entranhas de uma organização. Torna-se parte de sua cultura, o modo como as pessoas fazem seu trabalho.
Cada indústria tem várias razões para adotar o SGST. Por exemplo, a taxa de acidentes na aviação global tem-se mantido relativamente estável por quase 30 anos. Se as previsões de crescimento para o transporte aéreo vierem a se concretizar, mantidos os atuais níveis de segurança, haverá no futuro um grande acidente aéreo a cada semana, e a indústria sofrerá um número crescente de acidentes sérios nos anos que se seguirão. Se o sistema existente já não é capaz de melhorar a segurança dos passageiros, então é lógico desenvolver novos sistemas. 
O sistema de gestão de segurança do trabalho impulsiona a cooperação inter-funcional na expectativa de melhoria contínua em segurança.

## Perspectiva regulatória

### Implicação do SGST
O SGST se destina a apoiar um movimento de afastamento da regulação prescritiva (que especifica os critérios que devem ser respeitados) em direção à regulação baseada em desempenho, que descreve os objetivos e permite que cada entidade regulada desenvolva seu próprio sistema para atingir os objetivos. Em outras palavras, a indústria deve desenvolver suas próprias políticas e sistemas para reduzir o risco, os quais devem incluir a implementação de sistemas para relatar e corrigir as deficiências. O regulador modifica então sua ênfase em verificação da conformidade com os regulamentos, passando a examinar os sistemas organizacionais e sua efetividade. 
Embora o SGST sejam um avanço importante na gestão de segurança do trabalho, ele é apenas tão bom quanto seja sua implementação. O SGST significam que as organizações precisam assegurar que estão cuidando de todos os riscos dentro da organização como um sistema único, ao invés de ter múltiplos e concorrentes "Silos de Gestão de Segurança". Se a segurança não é vista de forma holística, ela pode interferir na priorização das melhorias ou até mesmo desprezar questões de segurança. Por exemplo, após uma explosão, em março de 2005, na Refinaria de Texas City da British Petroleum (BP), a investigação concluiu que a empresa havia colocado ênfase excessiva na segurança pessoal, ignorando portanto a segurança dos seus processos. O antídoto contra tal tipo de "pensamento em silo" ("silo thinking") é a avaliação apropriada de todos os riscos, um aspecto chave de um SGST efetivo.

## Implementação

### A adoção internacional do SGST
Diversas organizações internacionais exigem que os países membros adotem o SGST. 

#### Viagens aéreas
Como discutido acima, a Organização da Aviação Civil Internacional (OACI) recomendou que todas as autoridades da aviação implementassem estruturas regulatórias de SGST. A OACI forneceu recursos para ajudar nesta implementação, incluindo o Manual de Gestão de Segurança da OACI.

#### Navegação marítima
A Organização Marítima Internacional (OMI) é outra organização que adotou o SGST. Todos os navios de passageiros, petroleiros, graneleiros, de transporte de produtos químicos, de gás e embarcações de carga de 500 toneladas brutas ou mais, são obrigados a ter um sistema de gestão de segurança do trabalho. No preâmbulo do Código Internacional de Gestão de Segurança (CIGS), a OMI afirma: "A pedra angular do boa gestão de segurança é o comprometimento da diretoria executiva. Em matéria de segurança e prevenção da poluição, são o comprometimento, a competência, as atitudes e a motivação dos indivíduos, em todos os níveis, que determinam o resultado final."

### Implementação do SGST pelos Estados Unidos
Os Estados Unidos introduziram o SGST para os aeroportos por meio de uma Advisory Circular (AC) (circular de recomendações) e outras orientações da Federal Aviation Administration - FAA ("Administração Federal de Aviação - AFA").
Os Estados Unidos anunciaram na Conferência Internacional de Segurança EASA/FAA/TC 2008 que eles desenvolveriam os regulamentos para implementar o SGST nas oficinas de manutenção, nas transportadoras aéreas e nos fabricantes. A FAA formou um comitê de regulação para tratar desta implementação (conhecido como SMS ARC). O comitê SMS ARC relatou os seus achados à FAA, em 31 de março de 2010. O relatório reconhece que muitos dos elementos do SGST já existem nos regulamentos dos EUA, mas que alguns elementos ainda não existem. Uma versão preliminar do que poderá parecer a regra SGST dos EUA foi proposta por uma associação comercial que participou do SMS ARC Atualmente, a FAA está apoiando projetos-pilotos voluntários para o SGST.
A FAA também requisitou que todos os seus serviços e escritórios adotem em comum, para a Segurança da Aviação (AVS), um Sistema de Gestão de Segurança (AVSSMS). Isso é o que a OACI chama de Programa de Segurança de Estado (PSE, "State Safety Program - SSP"). 
Uma visão geral da abordagem da FAA para o SGST pode ser encontrada no seu portal.

### Implementação do SGST pelo Reino Unido
A partir de 1 de janeiro de 2009, a autoridade de aviação civil do Reino Unido (Civil Aviation Authority - CAA) tem incentivado todos os: 
- titulares de Certificado de Operador Aéreo;
- organizações definidas na Parte-M subparte G, e;
- Organizações de manutenção;

a ter um plano de implementação de sistema de gestão de segurança do trabalho, mas ainda não iniciou a confecção de nenhum regulamento. 
Recursos disponibilizados no portal da autoridade de aviação civil do Reino Unido (CAA) incluem o Material de Orientação do CAA para sistema de gestão de segurança e a Gap Analysis ("Análise de Desvios ou Pendências")/Checklist ("Lista de Verificação") da CAA.

### Implementação do SGST pela Europa
O documento da União Europeia (UE) Guidelines on a Major Accident Prevention Policy and Safety Management System ("Orientações sobre a Política de Prevenção de Acidente Grave e o Sistema de Gestão de Segurança") descreve os requisitos para um SGST. A Diretriz destina-se à prevenção de acidentes graves que envolvem substâncias perigosas e a limitação das suas consequências.
O Regulamento (CE) n. º 216/2008 do Parlamento Europeu e do Conselho, de 20 de fevereiro de 2008, sobre regras comuns no âmbito da aviação civil e que cria a Agência Europeia para a Segurança da Aviação (European Aviation Safety Agency - EASA), inclui várias referências a sistema de gestão de segurança. 
ANEXO I - Requisitos essenciais de aeronavegabilidade - requer, entre outras coisas, que: 
3. Organizações (incluindo pessoas naturais que realizem actividades de projeto, fabricação ou manutenção) 
3.a.2. devem implementar e manter um sistema de gestão para garantir a conformidade com esses requisitos essenciais de aeronavegabilidade, e buscar o contínuo aperfeiçoamento desse sistema; 
3.a.3. devem estabelecer acordos com outras organizações relevantes, na medida do necessário, para garantir a 
conformidade continuada com os requisitos essenciais de aeronavegabilidade; 
3.a.4. devem estabelecer um sistema de comunicação e/ou tratamento de ocorrências, que deve ser utilizado pelo sistema de gestão do item 3.a.2 e segundo os acordos do item 3.a.3, de forma a contribuir para o objetivo da melhoria contínua de segurança dos produtos. 
ANEXO III - Requisitos essenciais para o licenciamento de pilotos - requer que: 
3.a.1. Uma organização de formação de pilotos deve cumprir os seguintes requisitos: 
(ii) implementar e manter um sistema de gestão relativo à segurança e ao nível da formação, e buscar o aperfeiçoamento contínuo desse sistema; 
ANEXO IV - Os requisitos essenciais para as operações aéreas: 
8.a.4. O operador deve implementar e manter um sistema de gestão para garantir a conformidade com esses requisitos operacionais essenciais e buscar o aperfeiçoamento contínuo desse sistema; 
8.a.5. O operador deve estabelecer e manter um programa de prevenção de acidentes e de segurança, incluindo um programa de relato de ocorrências, que deve ser utilizado pelo sistema de gestão, a fim de contribuir para o objetivo da melhoria contínua de segurança das operações.